# 日本護照
日本國護照（日语：／ nihonkoku ryoken */?）是日本發行的護照，由外務省發行，最早於1878年起開始發行。

## 歷史

### 日本本土
1878年2月20日，日本開始簽發第一套護照，稱為「日本帝國海外旅券」（依據1878年2月20日日本外務省所製定的《海外旅券規則》所發行，由於是日本帝國時期所制定的法令，因此稱為日本帝國海外旅券）。1917年起，護照附有個人照片。1918年，由於日本與中國之間交通往來頻繁，雙方決定容許對方國民毋須持護照出入境。1926年，日本當局開始簽發現代設計的護照。
1992年11月1日，根據國際標準，日本當局發出可以讓機器讀取的可機讀護照。1995年11月1日，再根據國際標準，當局發出10年有效的護照給成年人，未成年人士繼續持有5年有效的護照。2004年，當局接受電子申請，由岡山縣開始。2006年3月20日，當局開始簽發內藏晶片，有生物特徵的護照。2013年8月31日，日本外务省对护照设计进行了微调。
2020年2月4日，日本当局在日本國內及駐外使領館、辦事處开始签发第二版电子护照，新版本的护照加强了個人信息安全性，并且在签证页加入日本的风景画富岳三十六景以增强防伪能力。
2025年3月24日，日本开始发行有聚碳酸酯个人信息页的改进版护照，签证页则沿用2020年的葛饰北斋的作品，并可通过网络在线申请。网上申请的手续费相对线下申请有优惠。
日本政府於1998年將2月20日定為「旅券之日」，以紀念日本國海外旅券的發行。

### 台灣
1897年，台灣割讓予日本後，大批日本浪人經台灣前往中國大陆，造成治安問題，因此日本當局宣布需要持有加註有台灣籍的日本旅券，才能出入台灣。
1907年，由於申請日本旅券手續過於繁複，台灣總督府宣布，前往中國及香港的旅客，可以自行決定是否申請日本旅券。
另一方面，當時日本向台灣人發出海外旅券，但清朝政府卻不承認其日本籍，使中日兩國當時很多紛爭。

### 朝鮮半島
1907年，日本頒布《外國旅行規則》，宣布於韓國人簽發日本旅券的方法。1910年，日本正式吞併韓國。之後作為日本國籍的朝鮮半島人出國自然亦使用日本護照，直到1945年日本戰敗投降。

## 护照类型
- 普通护照：发放对象为普通公民。
  - 普通护照有5年有效期和10年有效期两种版本。17岁以下（含17岁）的日本公民只能持有5年有效期护照，而满18岁的日本公民可选择持有5年有效期（紺色）或是10年有效期（红色）护照。
- 公务护照：发放对象为议员和公务员。
- 外交护照：发放对象为日本皇室、外交官及其家眷或是政府高级官员。
  - 由于二战后对天皇的法律规定，因此日本天皇和日本皇后并不持有护照。

所有在2006年3月20日以后发放的日本护照都是生物识别护照。

## 护照外观
日本护照的封面中央印有日本國徽「菊花紋章」，上方用篆體印有日本漢字字樣，下方印有英文字樣。5年有效期版本的普通护照为暗蓝色，10年有效期的则为绯红色。另外公务护照是暗绿色，外交护照则是暗褐色。

### 身份信息页

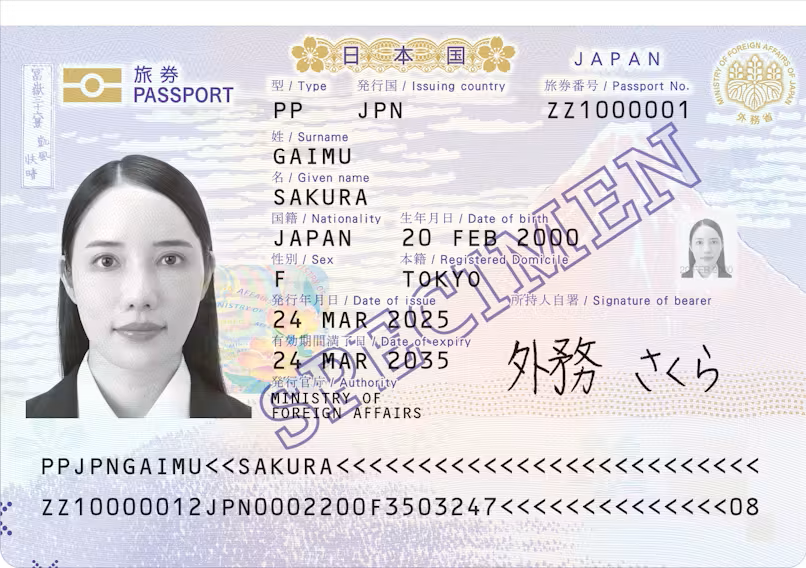
护照身份信息页

- 护照持有人照片
- 护照类型
- 签发国
- 护照编号
- 姓氏（括号内可加注化名）
- 名字（括号内可加注化名）
- 国籍（JAPAN）
- 出生日期
- 性别
- 本籍
- 护照签发日
- 有效日期
- 签发机构
- 护照持有人签名

信息页以机读区结束。

### 护照声明
护照包含其签发国的声明，用来知会其它所有国家，证明持有人具有簽發国的公民身份，并且请求允许其过境，同时享有国际法所规定的待遇。日本护照内的声明如下:
日语版本：
|  |

英语版本：
|  |

中文語意：
| 茲請諸位相關人員允予持用本護照之日本國民自由通行、不受阻礙，並在必要時儘量給予援助及保護。 日本國外務大臣 |

### 签证和注记页
第4页至第6页为注记页，对于10年期护照签证页为第7页至52页；对于5年期护照签证页为第7页至36页。
2020年版的日本护照在签证和注记页加入了葛饰北斋的富嶽三十六景作为背景图案，10年期护照选择了其中的24幅作品，5年期护照选择了其中的16幅作品。

### 语言
除了护照最末的注意事项（例如在2006年版十年期的生物识别护照的第51页）僅用日语标明外，日本护照完全使用日语和英语两种语言。这个声明包括了护照持有人在外国遇到各种情况时，所应该知道的事情。
姓、名及个人情况（例如出生日期）並不會標示日文漢字或假名，全部僅以拉丁大写字母标明。日语名字基本上都依据平文式罗马字系统转换，在某些特殊情况下则例外，特别是当该人名是一个外国名字（例如配偶或子女为外国人时）的片假名转译，在这种情况下可以使用该姓名的原始拉丁拼法（前提条件是需要递承政府颁发原始拼法的正式文件，例如护照等）。
在持有人签名处则标明了持有人姓名的日文写法。

## 免簽證入境
根据2025年1月8日发布的亨利护照指数，日本护照可免签证、落地签证或电子签证入境193个国家和地区，位居世界第2。

## 圖片

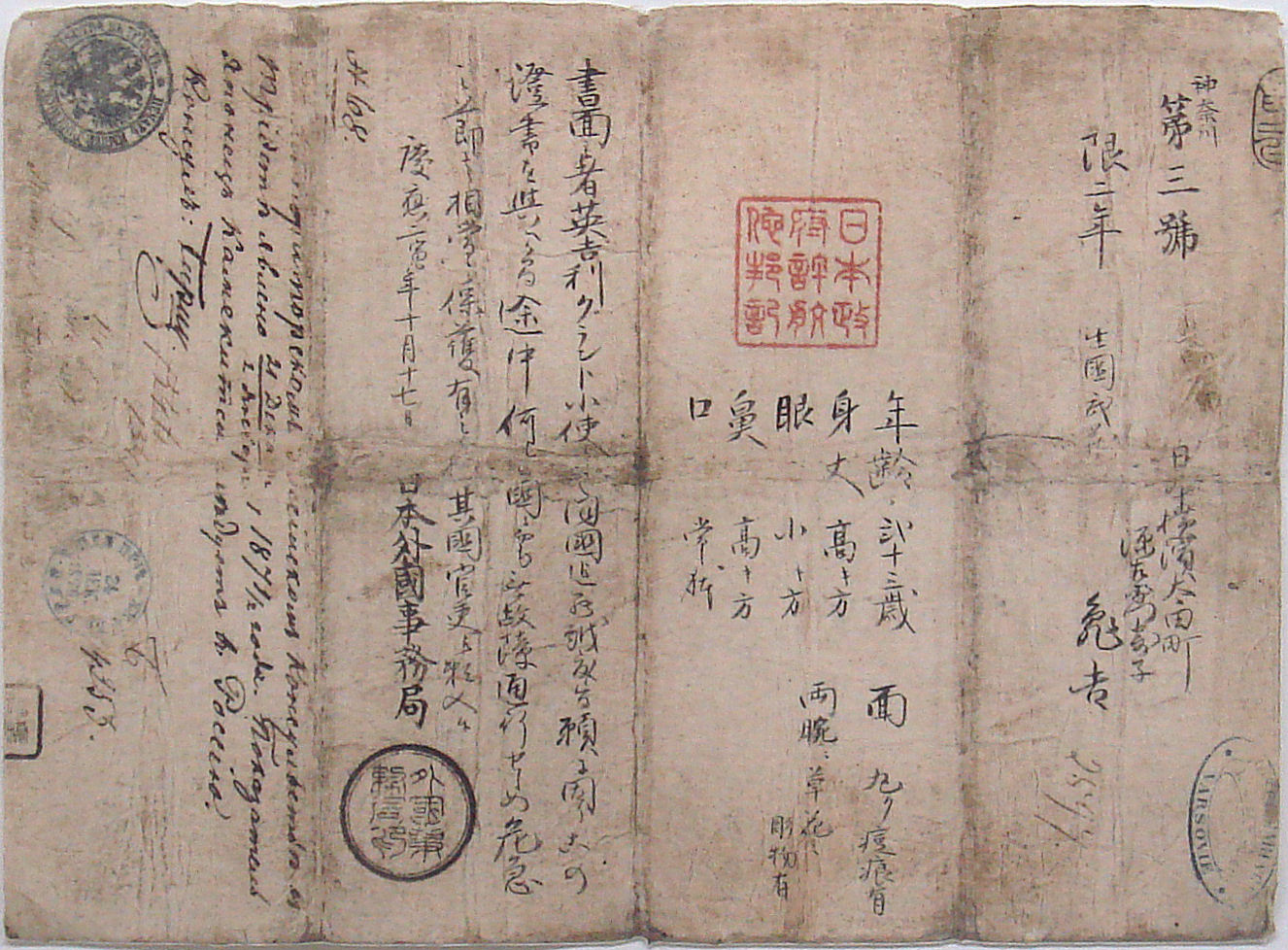
1866年，幕末時期發行的第一本日本護照
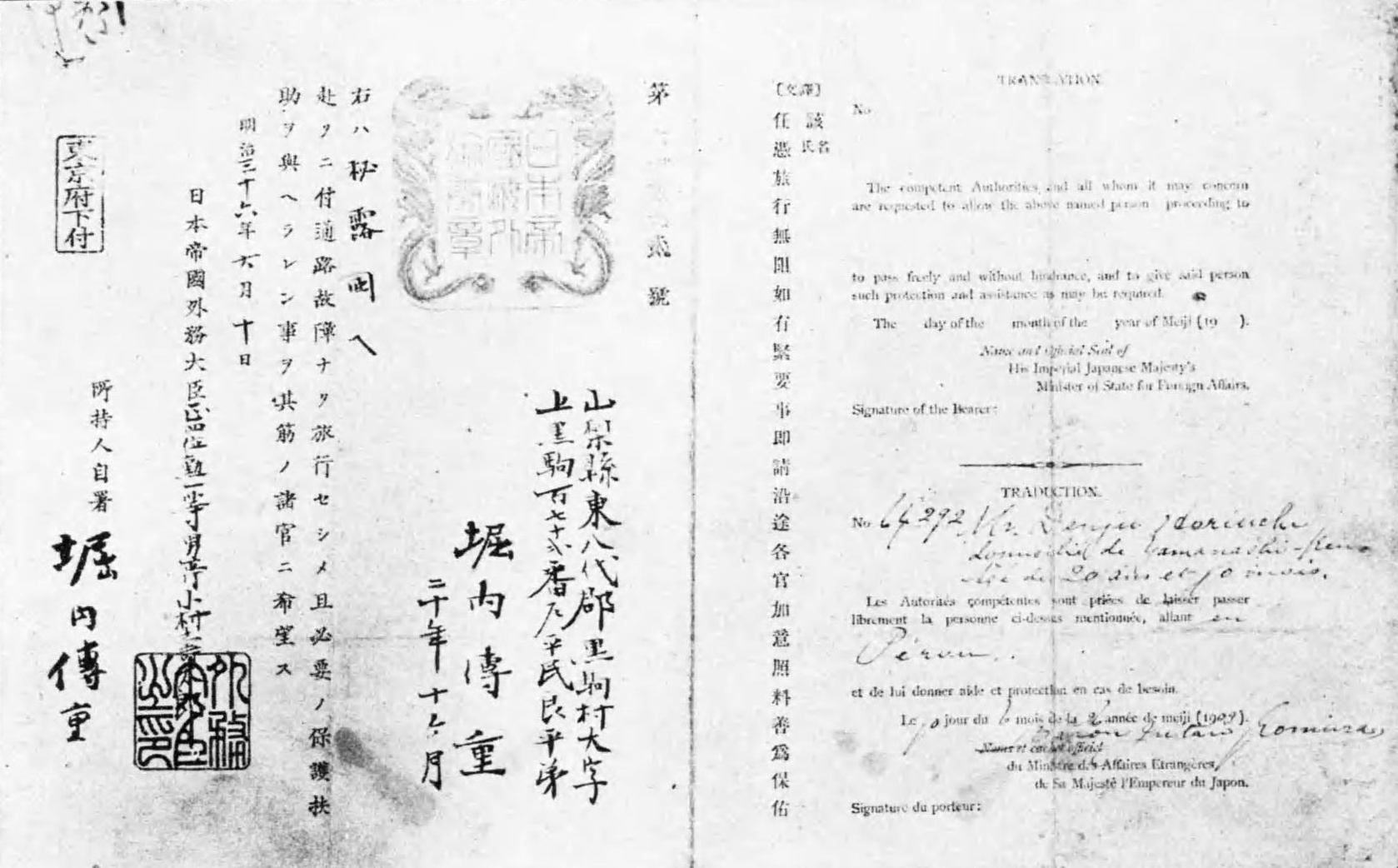
1903年，明治初期發行的護照
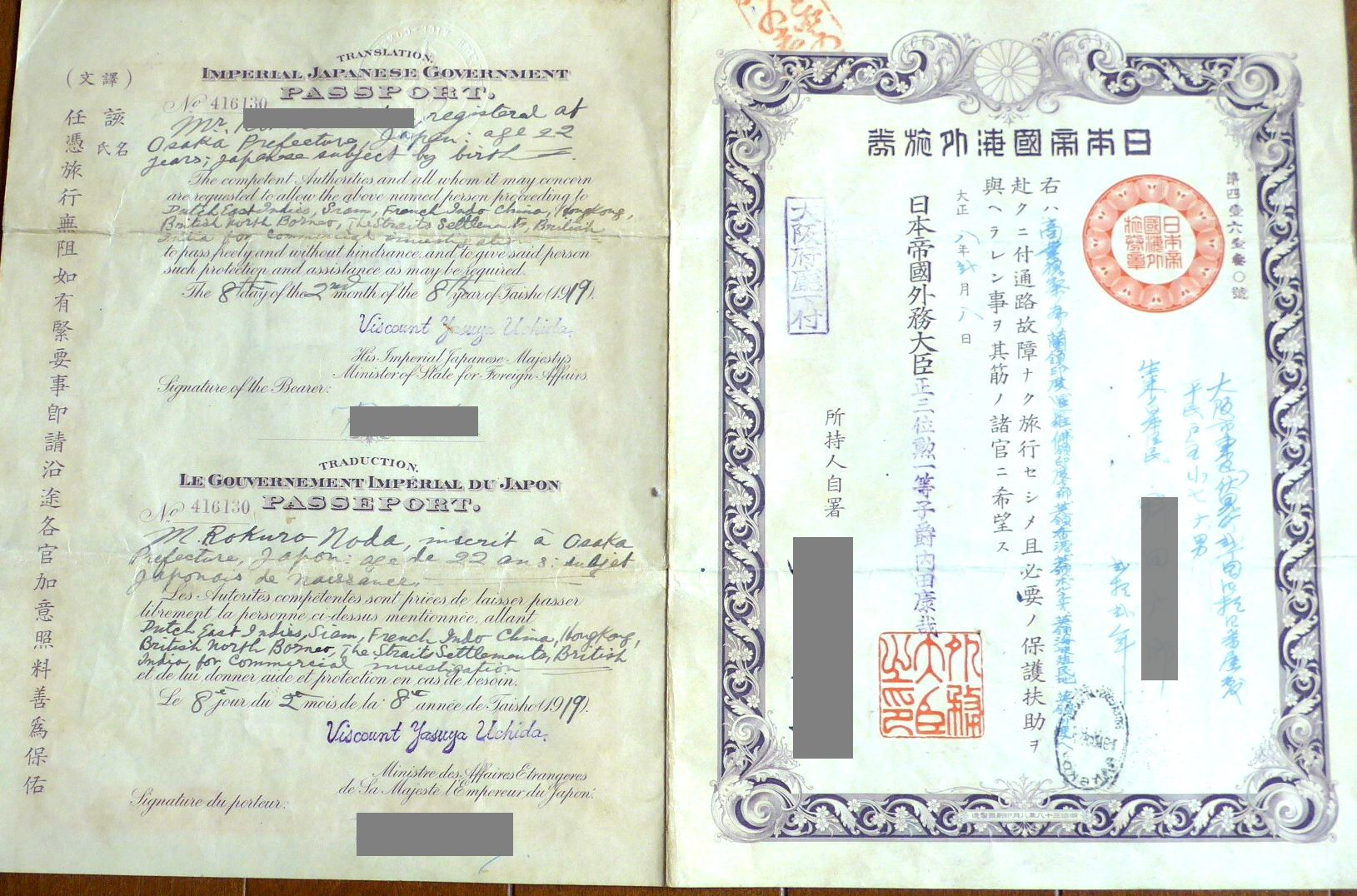
明治後期至大正時期的護照，圖為大正時期發行。
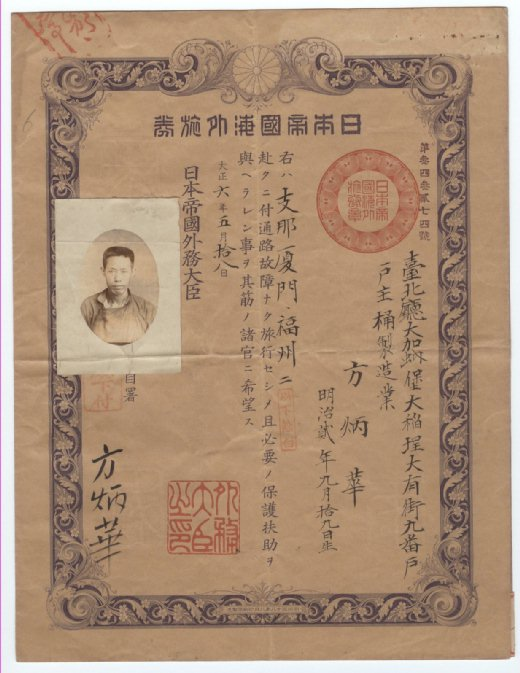
1917年（大正6年）5月18日在台灣簽發的日本帝國海外旅券。
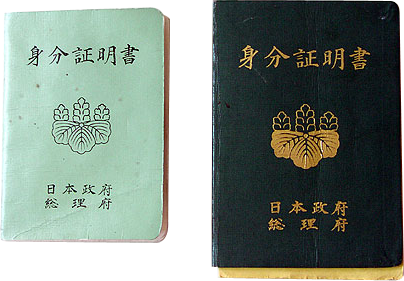
1952年至1972年期間，日本本土和沖繩島之間旅行的旅客所持的護照
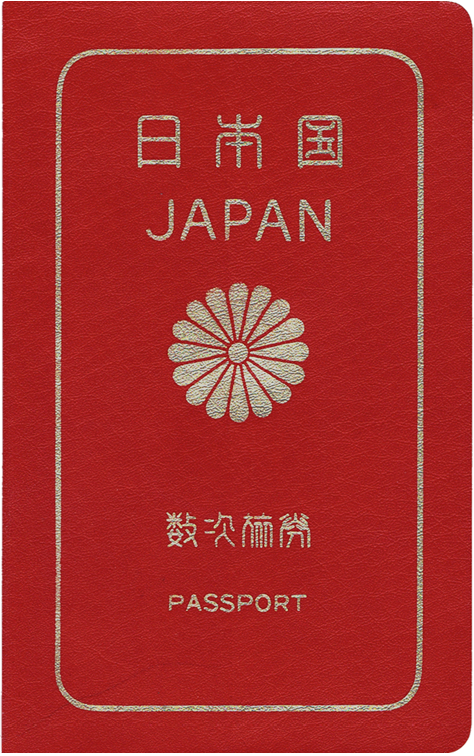
1980年代所發行的非晶片式日本護照的封面
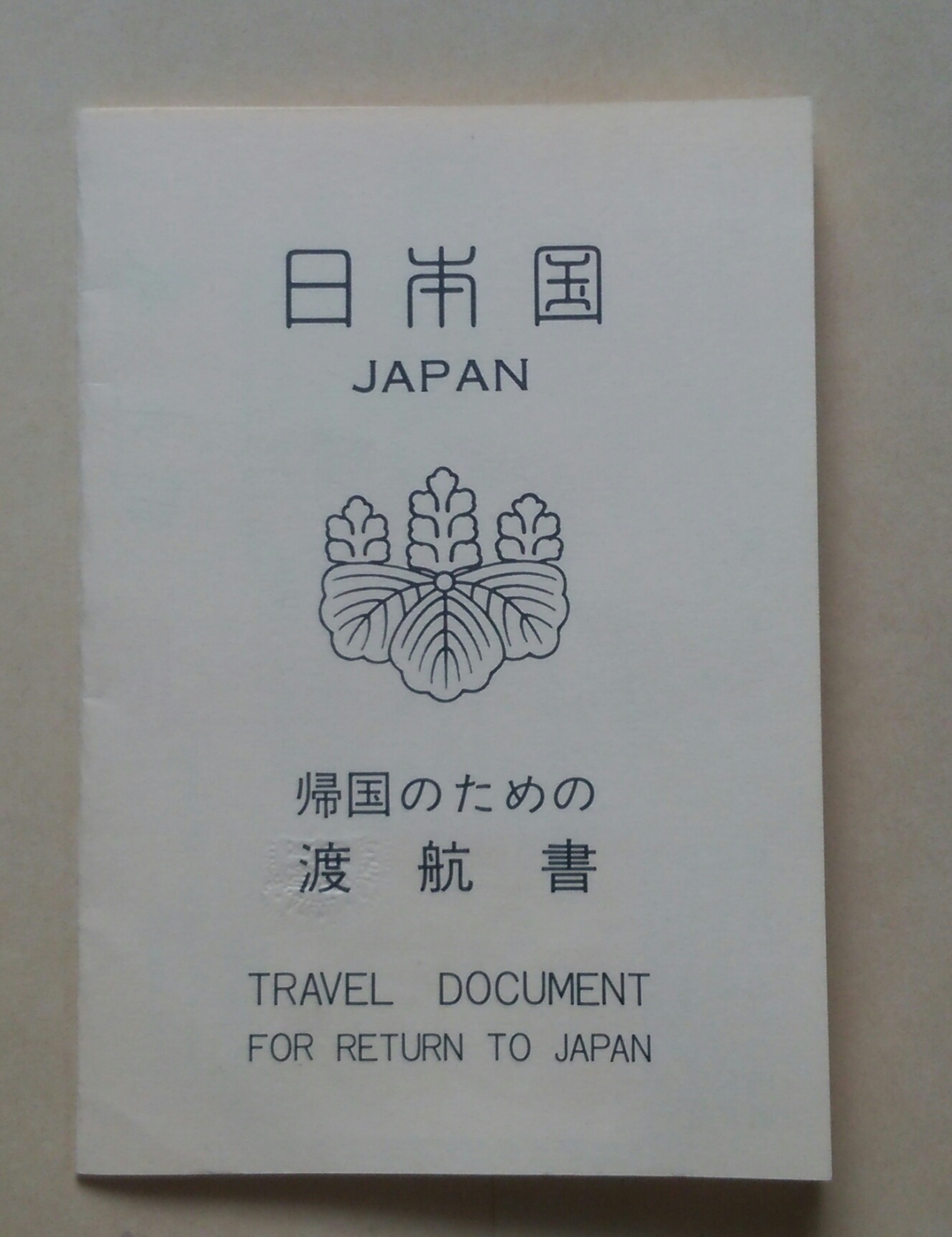
返回日本的旅行證件
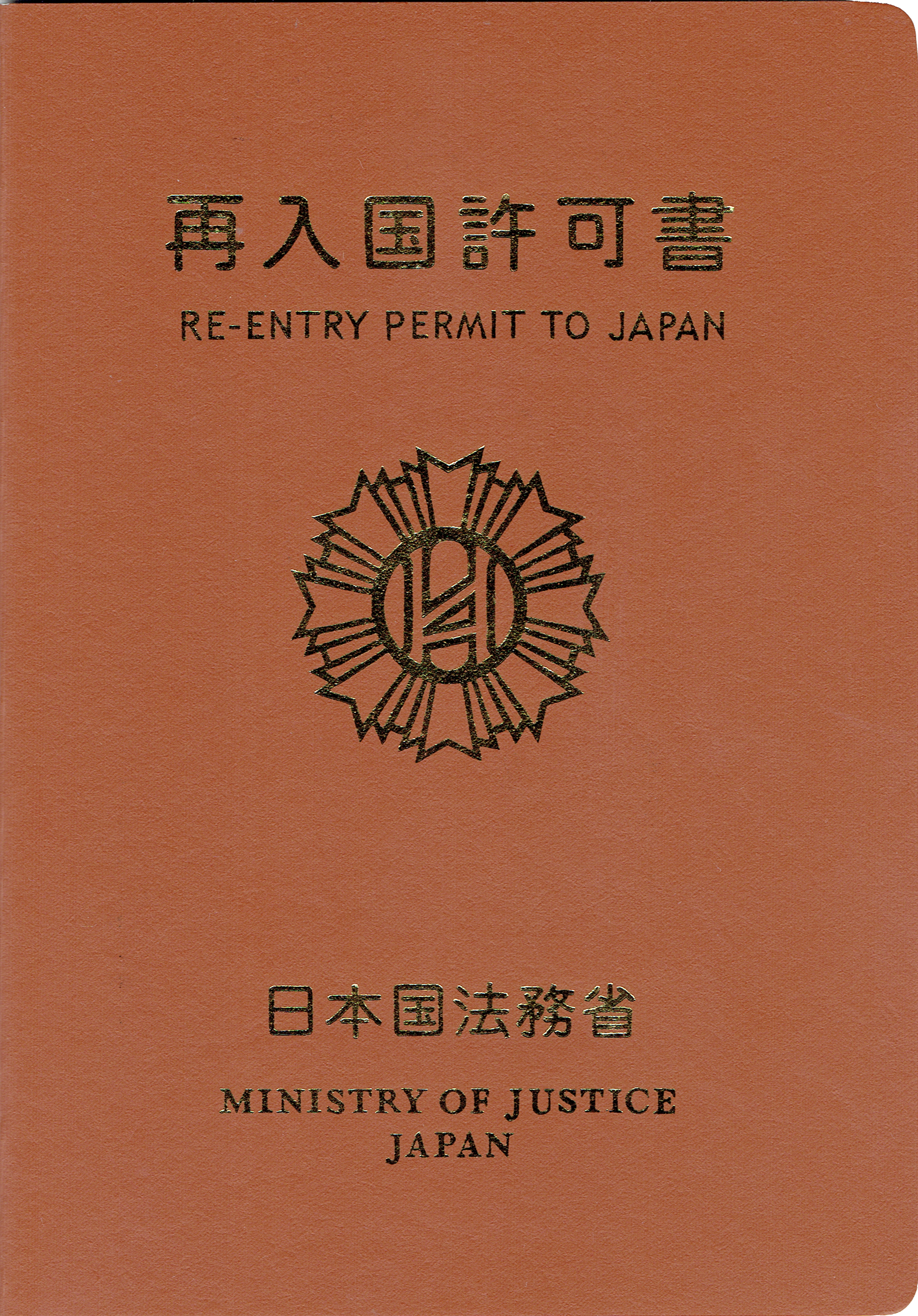
日本再入境許可書
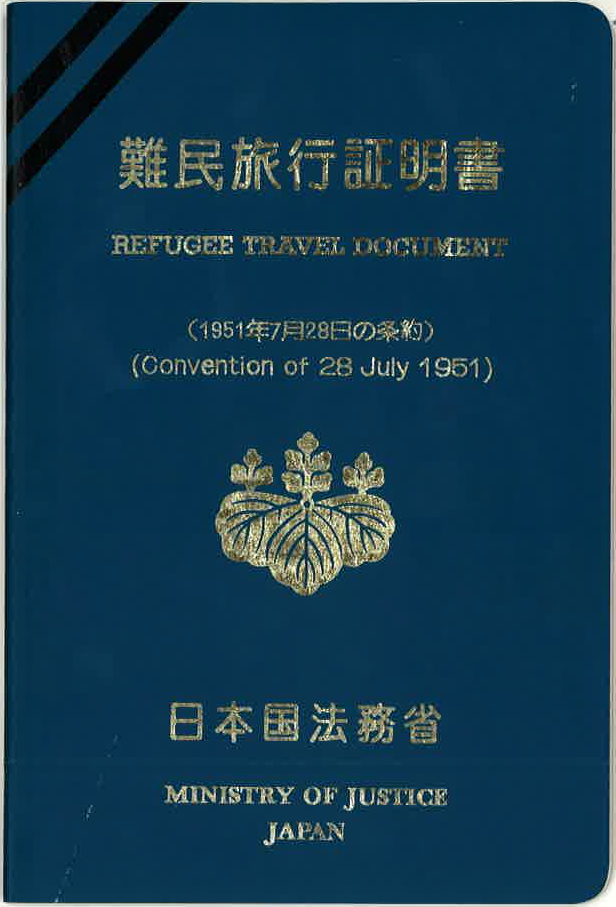
日本難民旅行證
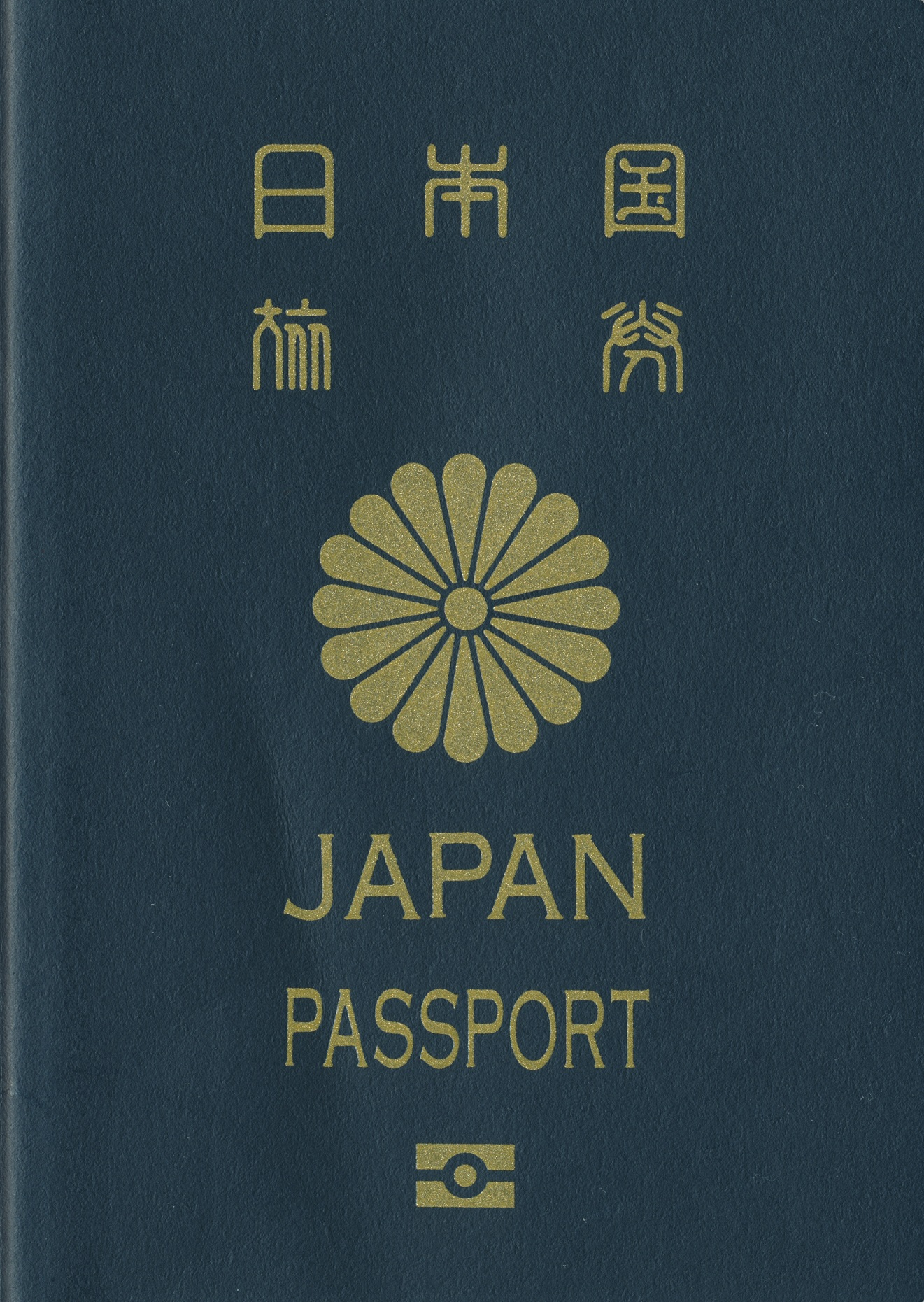
日本護照，五年版
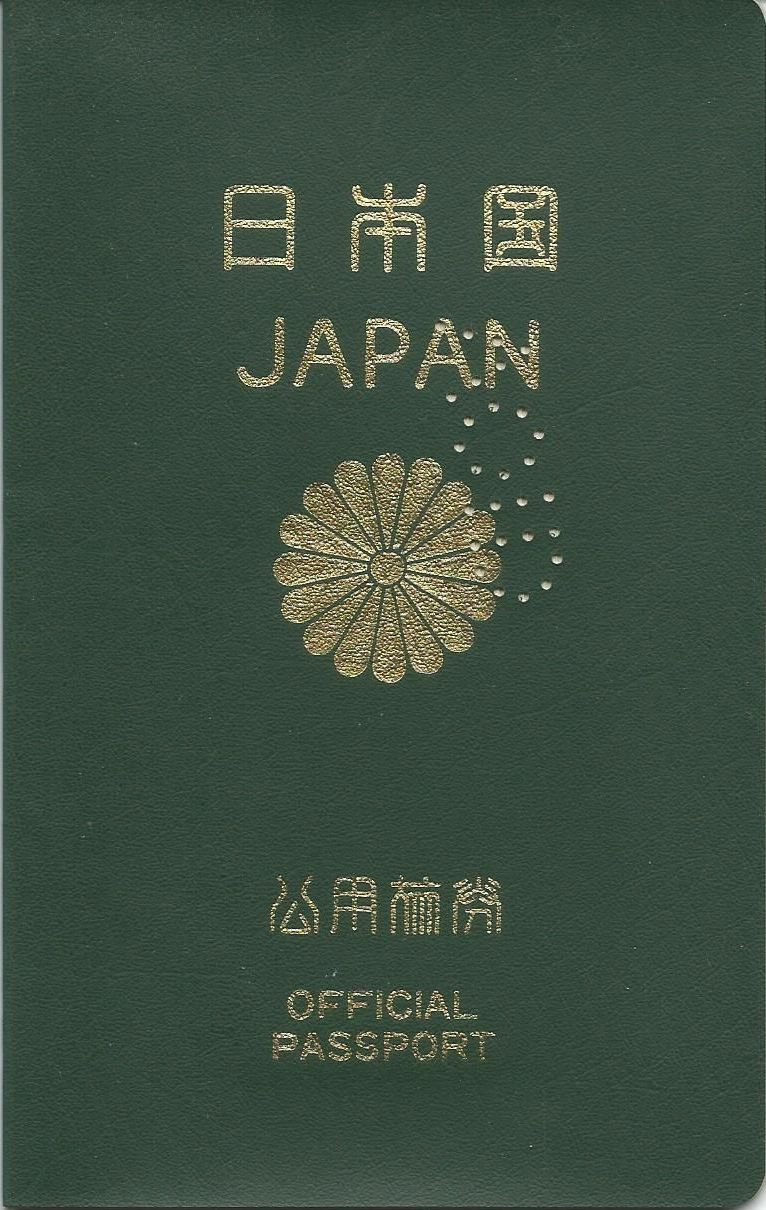
日本公務護照